# Пучково (Ярославская область)
Пучково — деревня в Ярославском районе Ярославской области. Входит в состав Заволжского сельского поселения.

## География
Находится в восточной части Ярославской области на расстоянии приблизительно 24 км на север-северо-восток по прямой от станции Филино.

## История
В 1859 году здесь (деревня Даниловского уезда Ярославской губернии) было учтено 11 дворов , в 1898 — 22.

## Население
Численность населения: 66 человек (1859 год), 1 (русские 100 %) в 2002 году, 0 в 2010.